# ギュスターフ・デ・シュメト
ギュスターフ・デ・シュメト（ギュスターヴ・ド・スメト、フスターフ・デ・スメト、Gustave Franciscus (Gustaaf) De Smet、1877年1月21日 - 1943年10月8日）はベルギーの画家である。

## 略歴
ヘントで画家、ジュール・デ・シュメトの息子に生まれた。弟のレオン・デ・シュメト（Léon De Smet:1881-1966)も画家になった。 ヘントの美術アカデミーで印象派の画家、ジャン・デルヴァンに学んだ。1908年から多く芸術家が活動していた、ヘント近郊の村、シント＝マルテンス＝ラーテムで活動し 、アルベール・セルヴァース(Albert Servaes)やフリッツ・ファン・デン・ベルヘといった若い前衛的な画家と知り合った。
第一次世界大戦がはじまるとファン・デン・ベルヘとオランダに避難した。アムステルダムやラーレン、ブラリクムで活動し
、はじめ印象派のスタイルで描いていたデ・シュメトは、アムステルダムに滞在していたフランスの表現主義の画家アンリ・ル・フォーコニエらに影響され「表現主義」のスタイルなどの作品を描くようになった。
1922年にベルギーに帰国し、オーステンデやダインゼやアフスネーなどで活動し、1927年からドゥールレに住んだ。

## 作品

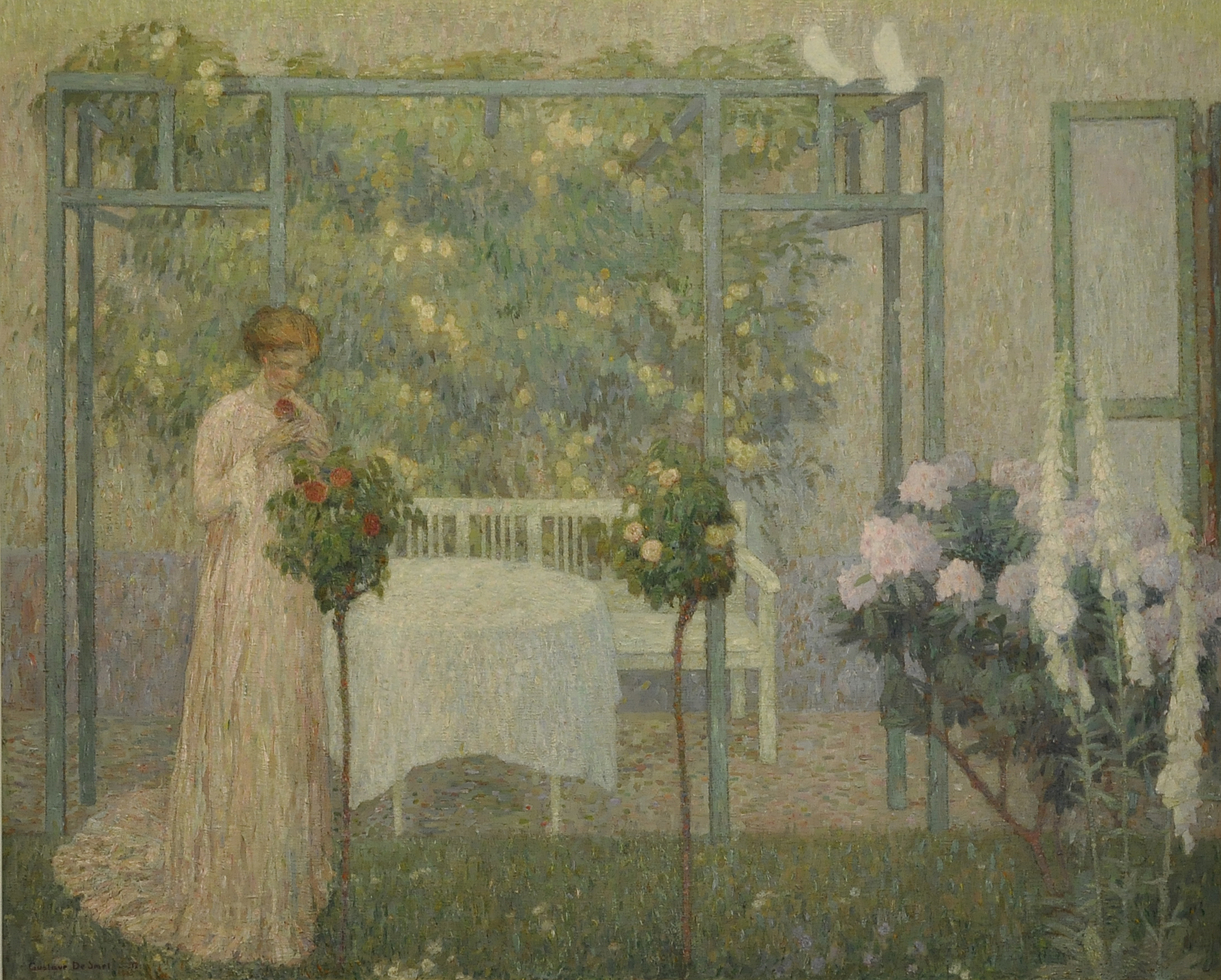
バラ園の婦人 (1912)
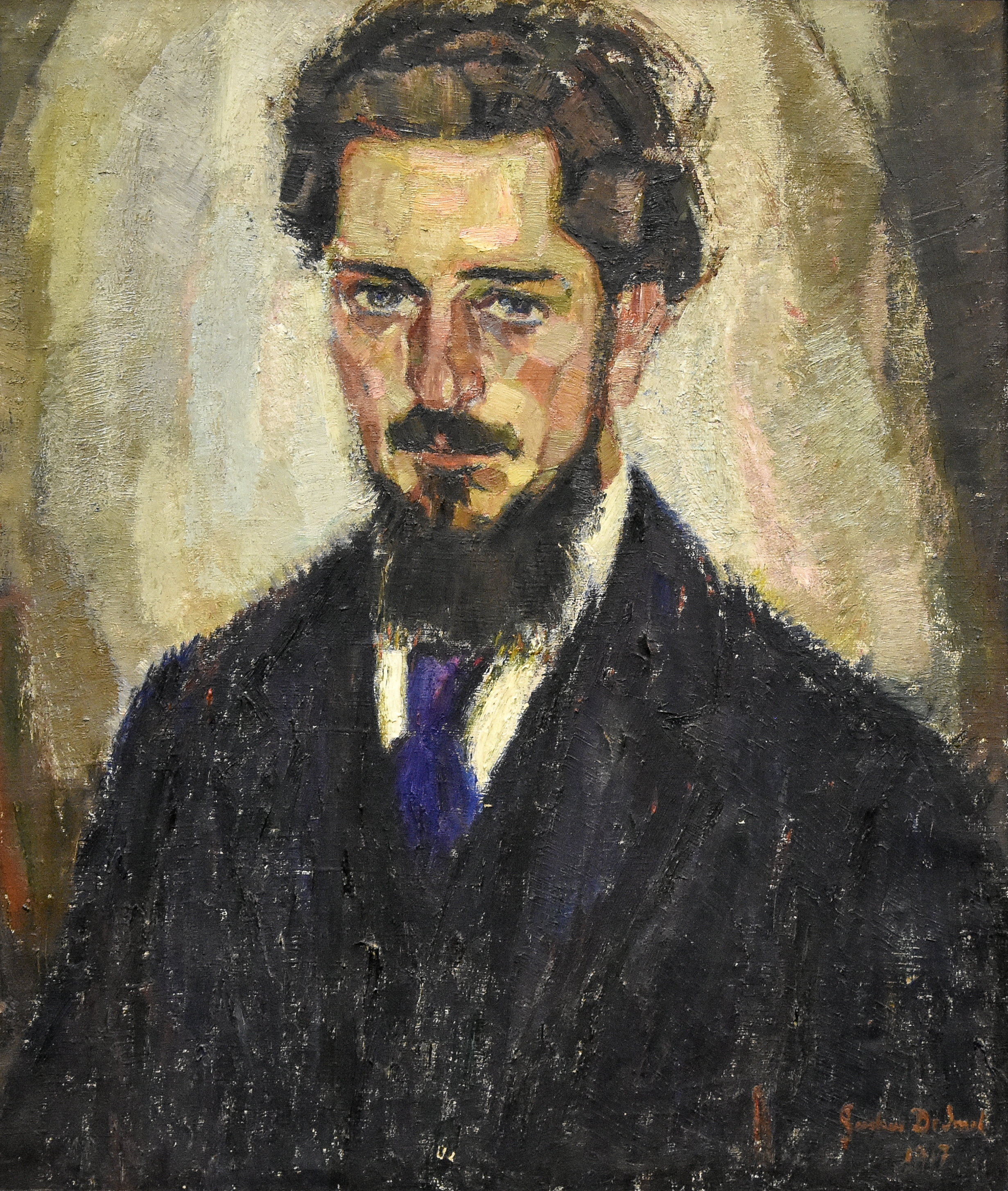
ファン・プイフェルデ(Leo Van Puyvelde:美術史家)の肖像(1917)
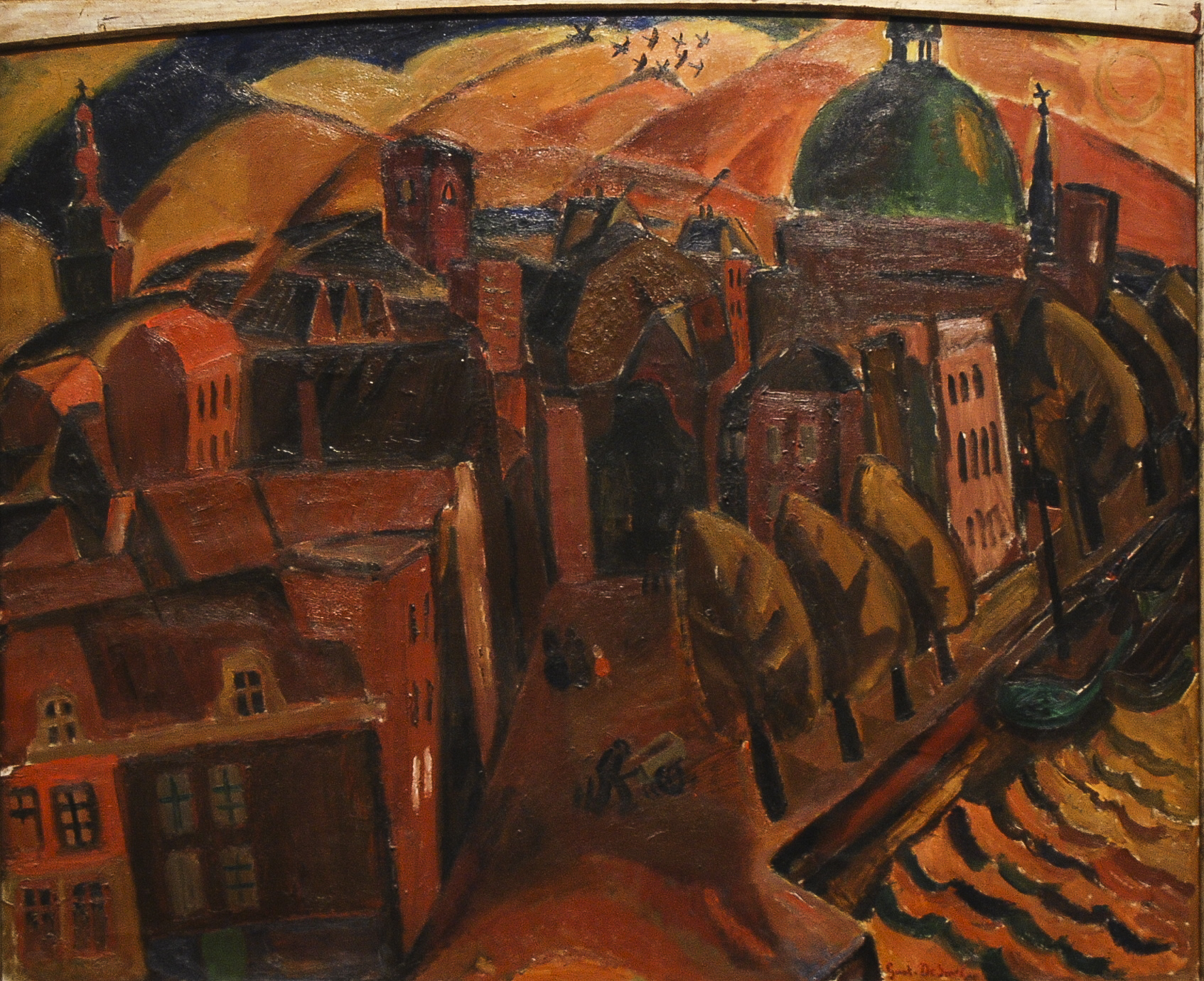
アムステルダムの教会
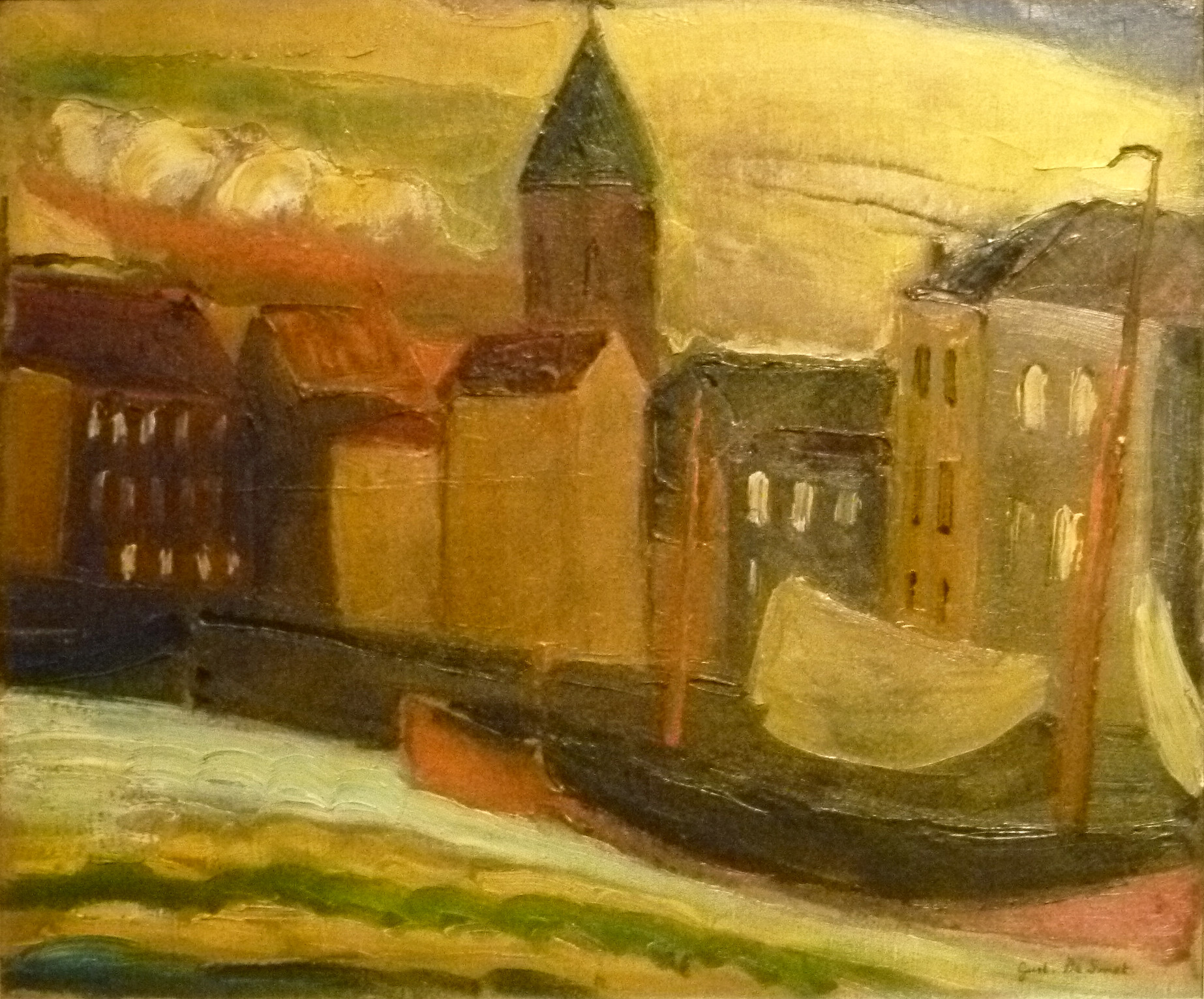
オーステンデの港 (c.1922)
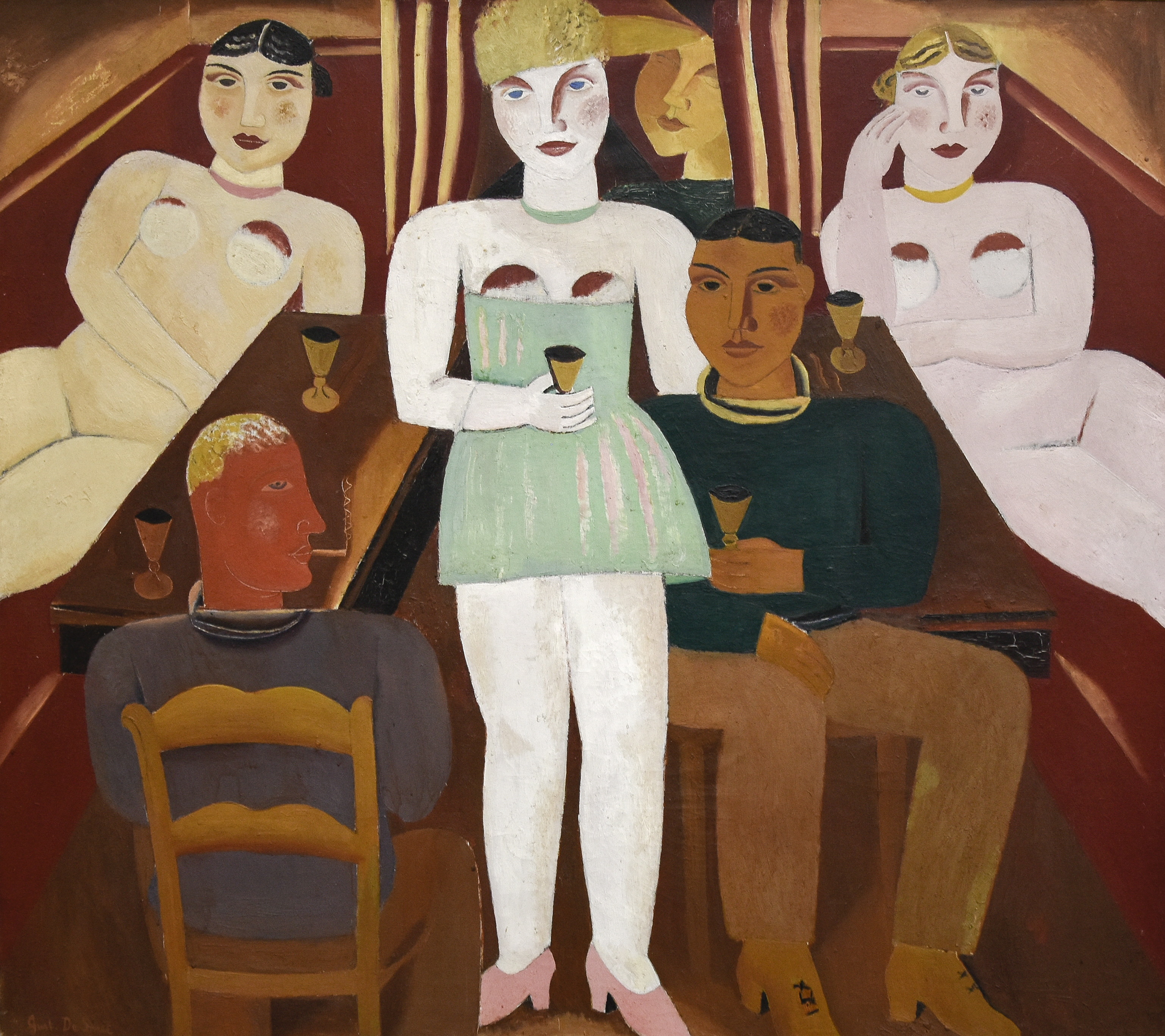
"Het goede huis" (1926)
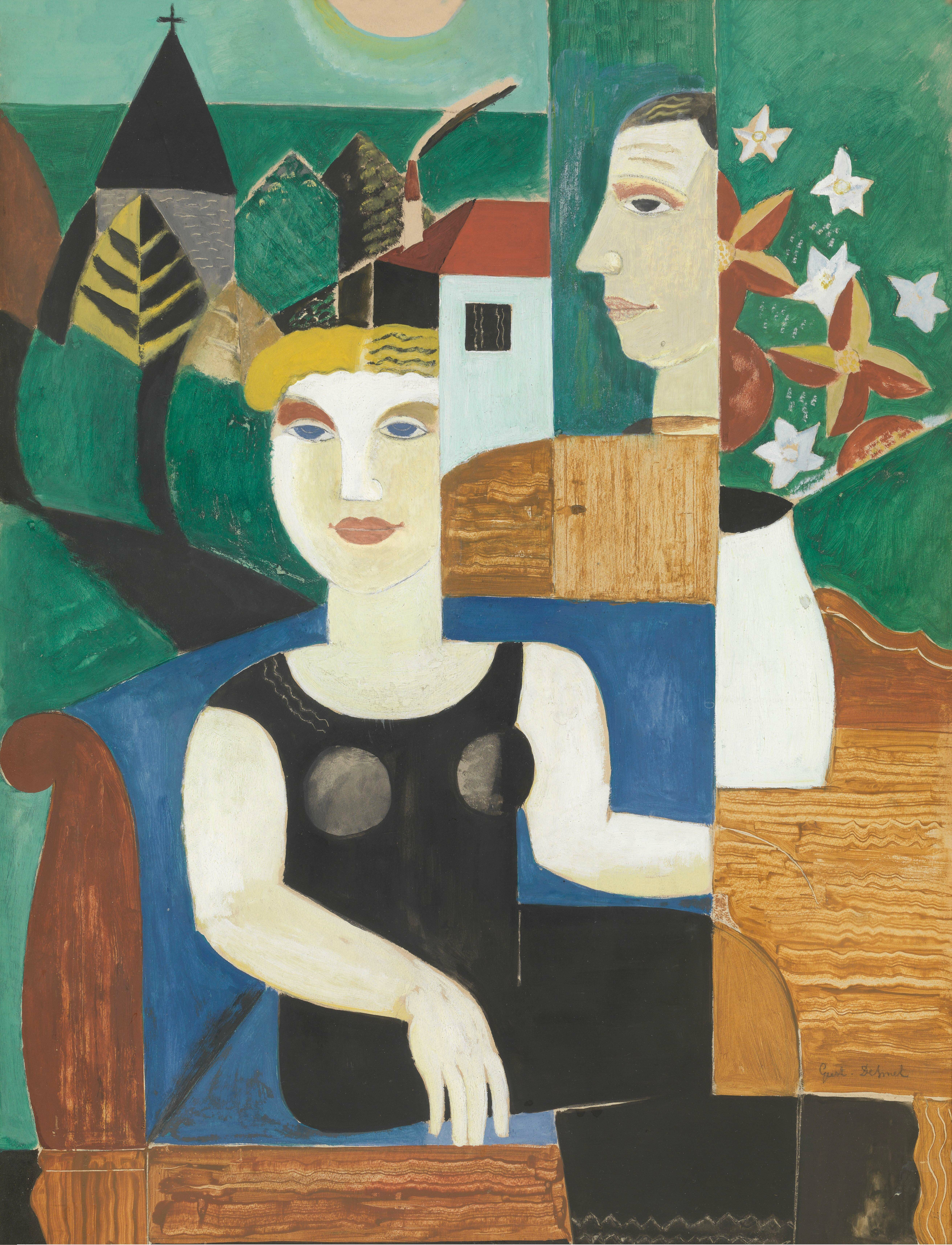
芸術家と妻 (1927)
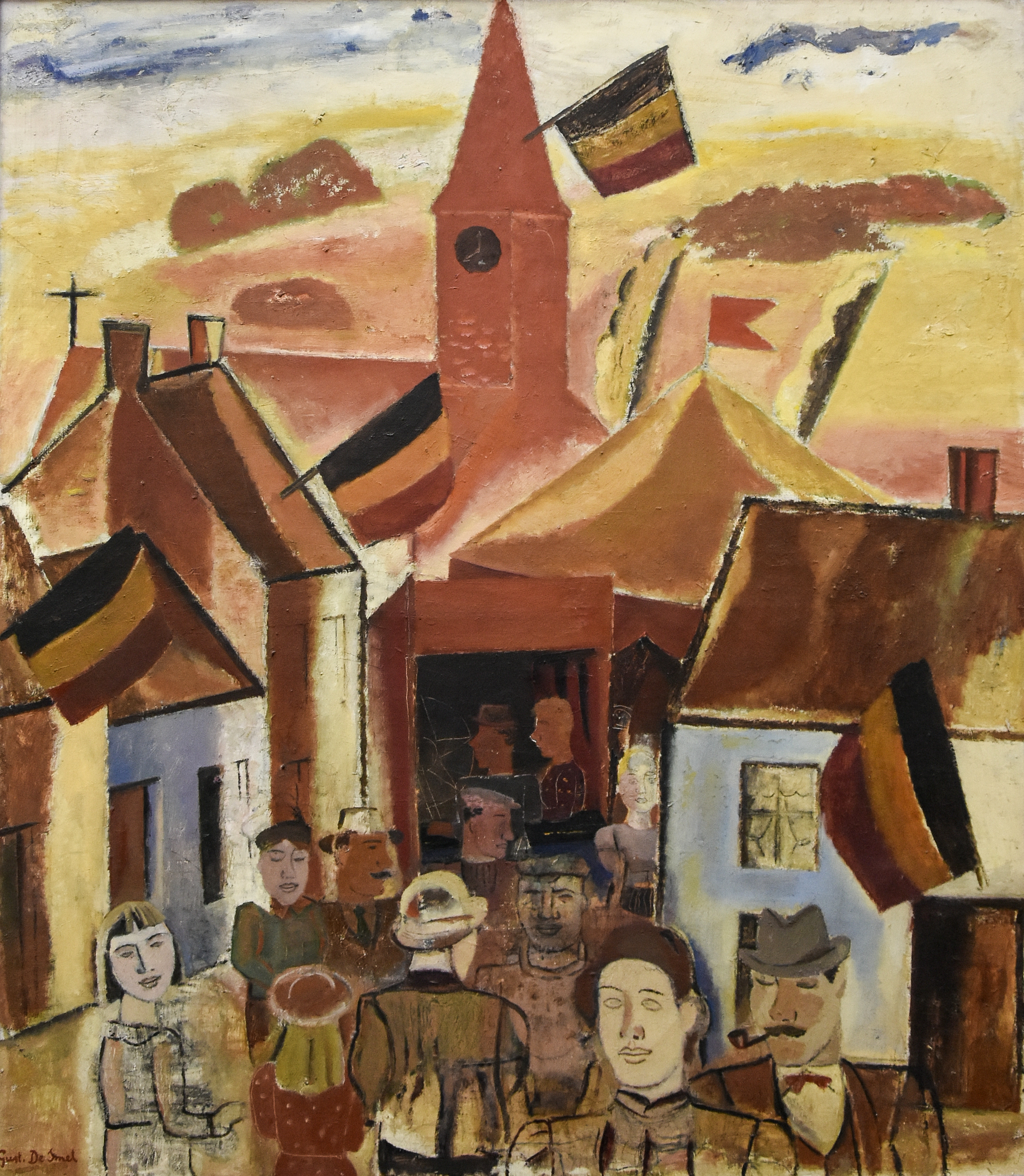
村の祭り (1930)
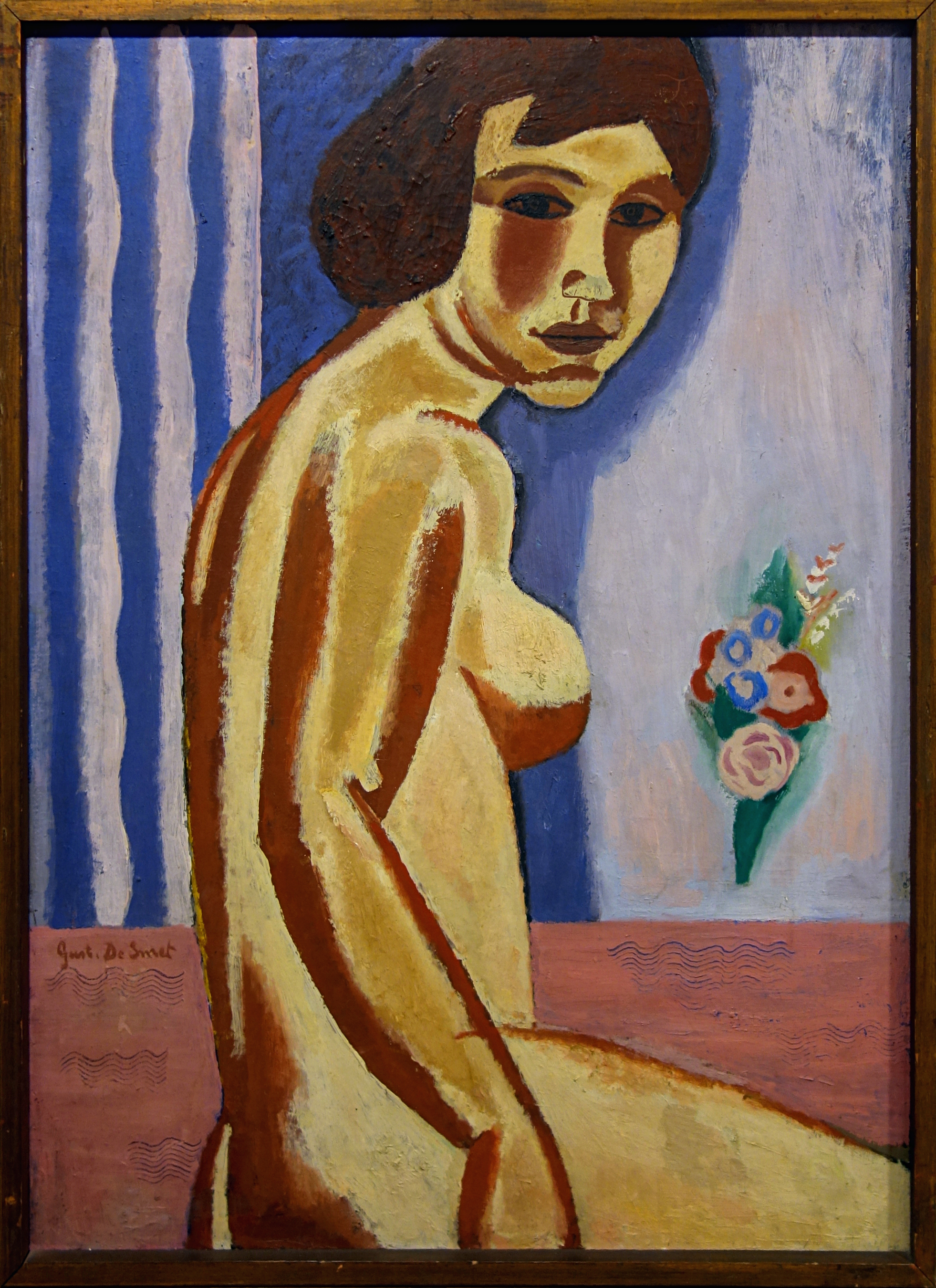
花束とヌード (1931)

## 関連書籍
- Piet Boyens, Gust. De Smet. Kroniek - Kunsthistorische analyse, Fonds Mercator, 1989 ISBN 90-615-3194-2